# بلانش ديو
بلانش ديو (بالإنجليزية: Blanche Deyo)‏ هي راقصة وممثلة أمريكية، ولدت في 1880، وتوفيت في 30 أغسطس 1933.

## وصلات خارجية
- بلانش ديو على موقع قاعدة بيانات برودواي على الإنترنت (الإنجليزية)